# Geodéziai távcső
Képzeljünk el egy távcsövet, amely két egymásra merőleges tengely körül forgatható és gyújtósíkjában két egymást merőlegesen metsző szál, az ún. szálkereszt van elhelyezve úgy, hogy az egyik szál párhuzamos az egyik forgástengellyel (az ún. fekvőtengellyel). A végtelenben lévő P pont P' képe az objektív gyújtósíkjában, tehát a szálkereszt síkjában keletkezik. A távcsövet a két tengely körül forgatva, mindig található egy (és csak is egy) olyan helyzet, amelyben a P' képe egybeesik a szálkereszt K középpontjával. Ebben a helyzetben a P pontot a távcsővel megirányzottnak (beirányzottnak) mondjuk.
Az egyszerű geodéziai távcső három csőből áll. Az objektívet tartalmazó főcsőben a szálkeresztet tartalmazó szálcső az ún. paralaxiscsavarral mozgatható a közös tengely irányában. (Parallaxisról akkor beszélünk, ha a szálkereszt síkja nem esik az irányzott pont képsíkjába. Az irányzás egyik műveleteként a parallaxist tüntetjük el a szálcső mozgatásával.) Az okulárt tartalmazó szemcső a szálcsőben mozgatható. Az okulár mozgatásával a szálkereszt képe a kényelmes látás távolságába állítható, ez a távolság az észlelő szemétől függ.
Az egyszerű geodéziai távcső irányvonalának meghatározásához abból kell kiindulnunk, hogy a távcsőben a szálkereszt K középpontja mozgatható.

## Geodéziai irányvonal
A geodéziai irányvonal a szálkereszt K középpontja mozgáspályájának tárgyoldali megfelelője (az objektív képe által alkotott képe) a tárgytérben;
A korlátozott hosszúságú mozgáspálya miatt a Pk pontnál közelebb lévő pontok már nem irányozhatóak. A Pk pont a távcső közelpontja, a geodéziai műszerek távcsövének a közelpontja 2–3 m-re van a műszertől;
Ha a szálkereszt középpontját a szálak síkjában elmozdítjuk, a csillagászati irányvonal az O pont körül, a geodéziai irányvonal pedig az objektív tárgyoldali gyújtósíkjában lévő A pont körül azonos mértékben és irányban elfordul. Az A pont analitikus pontnak nevezzük;
Az előzőekből következik, hogy ha a szálcsőmozgatás nem egyenes vonalú, akkor a geodéziai irányvonal az A pont körül elfordulva ingadozik. Az irányvonal-ingadozás csökkenti a mérés pontosságát.